# Raleb Madżadele
Raleb Madżadele, Ghalib Madżadila (hebr. ראלב מג'אדלה, arab. غالب مجادلة, ur. 5 kwietnia 1953 w Baka el-Garbia) – izraelski Arab, polityk Partii Pracy.

## Życiorys
Raleb Madżadele został członkiem Knesetu w czerwcu 2004 roku (zajął miejsce Awrahama Burga, który wycofał się wówczas z polityki). 28 stycznia 2007 został mianowany ministrem bez teki, a 21 marca ministrem nauki, kultury i sportu w rządzie Ehuda Olmerta. Pierwszy w historii Izraela Arab-muzułmanin powołany w skład izraelskiego gabinetu.
Nominacja Raleba Madżadeli na ministra była warunkiem dalszego udziału Partii Pracy w koalicyjnym rządzie Olmerta po przyjęciu do niego skrajnie prawicowej partii Nasz Dom Izrael.
W wyniku wyborów w 2009 roku nie dostał się do Knesetu.